# Agustí d'Hipona
|  | «Sant Agustí» redirigeix aquí. Vegeu-ne altres significats a «Sant Agustí (desambiguació)». |

Aureli Agustí (llatí: Aurelius Augustinus), més conegut com a Agustí d'Hipona o sant Agustí (Tagaste, 13 de novembre del 354 - Hipona, 28 d'agost del 430) és una de les figures més importants en el desenvolupament del cristianisme, considerat de fet com un dels pares de l'Església. La seva influència posterior és enorme, i ultrapassa l'àmbit de la teologia. És considerat un dels pensadors fonamentals de la història occidental.

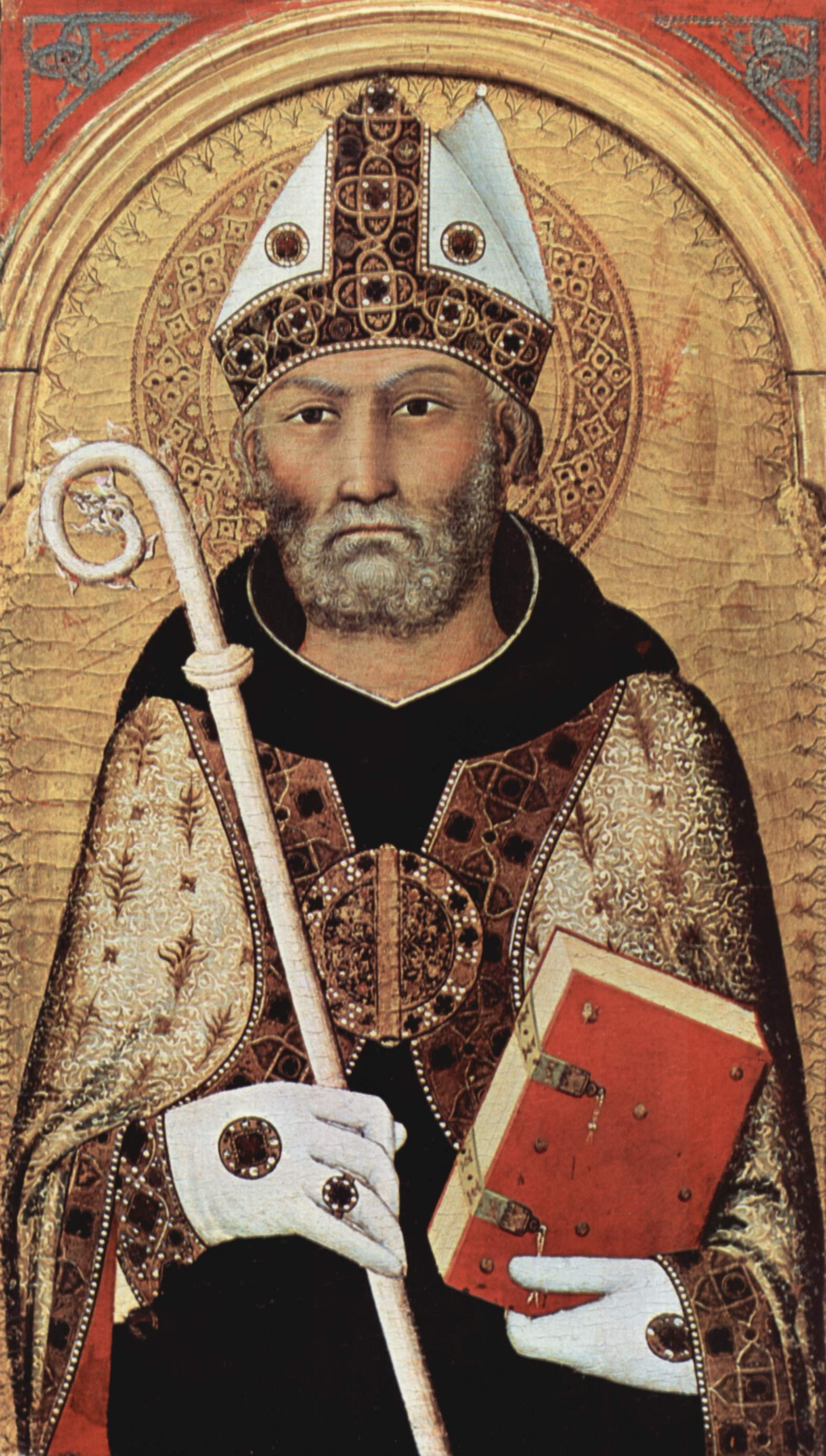
Taula de Simone Martini, ca. 1325 (Cambridge, Fitzwilliam Museum)

Agustí d'Hipona va néixer el 354 a Tagaste (Numídia, Imperi Romà), actualment Souk Ahras, part d'Algèria. Així doncs, era d'ascendència amaziga. La seva mare, santa Mònica, era una cristiana devota, i el seu pare, Patrici, mort vers el 424, era pagà.
A l'edat d'onze anys, fou enviat a una escola a Madaure, una petita ciutat numídia a uns 30 kilòmetres de Tagaste. Allí fou familiaritzat amb l'educació clàssica llatina -retòrica, literatura, etc.-, així com amb les creences paganes i les seves pràctiques. L'any 369 i el 370, va romandre a casa; durant aquest període va llegir l'Hortensius, un diàleg de Ciceró, que el marcà profundament i li despertà l'interès per la filosofia. Més endavant, Agustí consideraria Ciceró com una autoritat contra les fal·làcies acadèmiques.
Als disset anys, gràcies a la generositat d'un conciutadà, Romanius, va poder marxar a Cartago, per prosseguir amb la seva educació en retòrica. Allí queda impressionat per la retòrica i les creences del maniqueisme, de manera que s'hi adhereix, a desgrat de la seva mare, profundament cristiana. En la seva joventut, Agustí viu una vida hedonista, i a Cartago, estableix una relació amb una dona jove, Floria Aemilia, que seria la seva concubina durant més de quinze anys. En aquest període, tenen un fill, Adeodat (Adeodatus). Durant el 373 i 374, Agustí ensenya gramàtica a Tagaste. L'any següent, es trasllada a Cartago per dirigir una escola de retòrica, i s'hi quedaria durant nou anys. Molestat pel comportament dels estudiants de Cartago, el 383 es trasllada a Roma per establir-hi una escola, perquè hi practiquessin els millors i més brillants rètors. Tanmateix, el deceberen les escoles romanes, que considerà apàtiques. Quan arribà el moment de pagar els seus honoraris, els estudiants marxaren. Els amics maniqueus el presentaren al prefecte de la ciutat de Roma, Quint Aureli Simmac, a qui se li havia demanat de recomanar un professor de retòrica per a la cort imperial de Milà.
Agustí aconsegueix la feina i es trasllada a Milà. En aquesta època, abandona la doctrina maniquea, en part a causa de la decepció que s'endugué en conèixer un dels teòlegs més importants del moviment, i abraça l'escepticisme acadèmic, lligat al moviment de la Nova Acadèmia. A Milà, la seva mare el pressiona per convertir-se. Els seus estudis en neoplatonisme l'estaven portant en aquesta direcció, així com el consell del seu amic Simplicianus. Tanmateix, qui influïa més sobre Agustí era el bisbe de Milà, Ambròs, mestre de retòrica com Agustí, però amb més edat i més experiència.
L'estiu de l'any 386, després de llegir sobre la vida de sant Antoni Abat, que l'inspirà molt, Agustí va tenir una profunda crisi personal i va decidir convertir-se al cristianisme, abandonar la seva feina de rètor i la posició de professor a Milà, abandonar qualsevol idea de matrimoni, i dedicar-se exclusivament a servir Déu, respectant el celibat. Un punt clau en la seva conversió va ser el fet de sentir la veu d'un nen al seu jardí de Milà que li cantà tolle, lege (‘aixeca't i llegeix’). Va agafar el text més proper a ell, que era l′Epístola als romans de sant Pau, i la va obrir aleatòriament a 13:13-14, en què es diu: "Com escau a ple dia, comportem-nos dignament, sense orgies ni borratxeres, sense luxúries ni disbauxes, sense baralles ni enveges. Revestiu-vos de Jesucrist, el Senyor, i no us preocupeu de satisfer els desigs terrenals." Agustí detallaria aquesta conversió a les Confessions, que esdevindrien un clàssic no sols de teologia cristiana, sinó fins i tot en la història de la literatura universal. Ambrosi va batejar Agustí, juntament amb el seu fill, Adeodat, en la Vigília Pasqual l'any 387, a Milà, i poc després va retornar cap a Àfrica. En el viatge de retorn, la seva mare va morir, i el seu fill després també. Agustí va quedar-se sol, sense família.
En arribar a Àfrica, va vendre tot el seu patrimoni i va donar els diners als pobres. L'únic que va conservar va ser la casa de la seva família, que va convertir en un centre monàstic per a ell i un grup d'amics. L'any 391 va ser ordenat sacerdot a Hippo Regius (avui Annaba, a Algèria). Va esdevenir un famós predicador; es conserven més de 350 sermons que es creu que són autèntics. Va atacar especialment el maniqueisme, a què abans s'hi havia adherit.
L'any 396 va passar a ser bisbe coadjutor d'Hipona (assistent amb el dret a successió a la mort del bisbe), i fou bisbe poc després. Mantindria el bisbat fins a la seva mort, el 430. Agustí va treballar incansablement per intentar convèncer la gent d'Hipona, que constituïa un grup divers, tant en ètnies com en religions, i convertir-los a la fe catòlica. Va abandonar el monestir, però va continuar portant una vida monàstica a la residència episcopal.
Poc abans de la seva mort, l'Àfrica romana va ser envaïda pels vàndals, una tribu amb simpaties per l'arrianisme. La primavera del 430, van arribar a la ciutat d'Hipona i la van assetjar. Agustí va morir durant aquell setge.
La tradició diu que el cos d'Agustí va ser traslladat després a Pavia, on podria romandre-hi fins avui en dia. No obstant això, una altra versió afirma que les seves restes van ser traslladades primer a Càller (Kalares). A la cripta de Sant'Agostino, hi ha una antiga placa de pedra amb una inscripció que indica aquest fet (l'església, que era fora de les muralles, va ser enderrocada al segle xvi i traslladada a l'interior). Des d'aquí, el 725, el cos va ser dut a Pavia.

## Obres
Les tres obres més conegudes d'aquest filòsof són:
- Les Confessions, en què narra la seva autobiografia, incloent-hi el seu naixement a l'Àfrica, la seva adolescència rebel, la influència de la seva mare (santa Mònica) i la conversió al cristianisme.[7]
- La ciutat de Déu, en què divideix el món en dos regnes o ciutats metafòriques i parla sobre la providència, la llibertat i la moral.
- La Trinitat, obra teològica sobre les relacions de les tres persones de la Santíssima Trinitat: Pare, Fill i Esperit Sant.

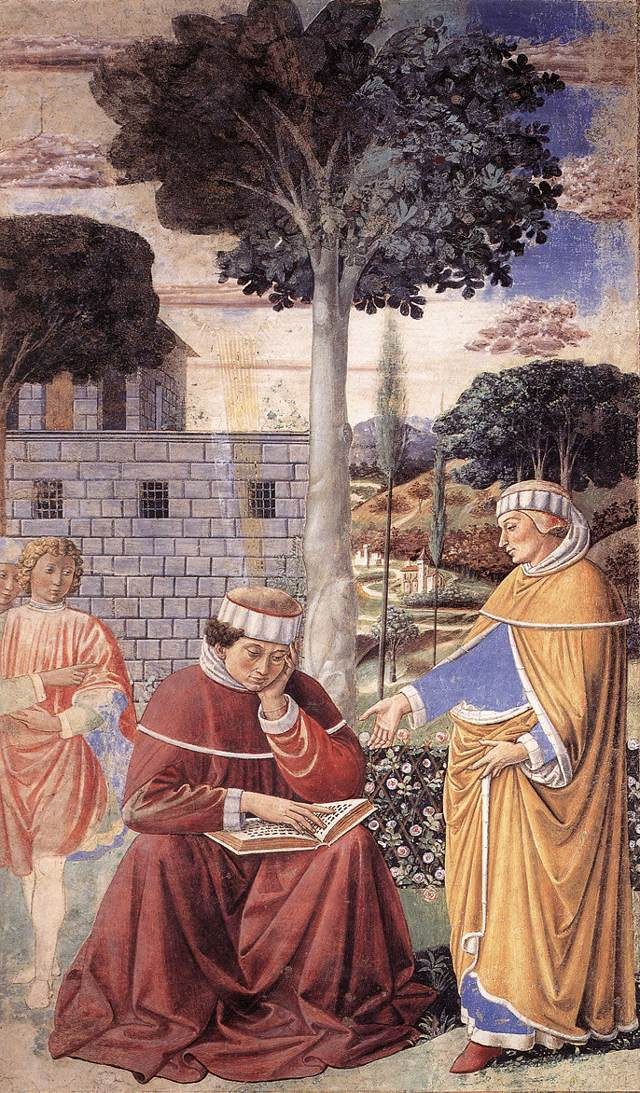
Conversió de sant Agustí, segons Gozzoli

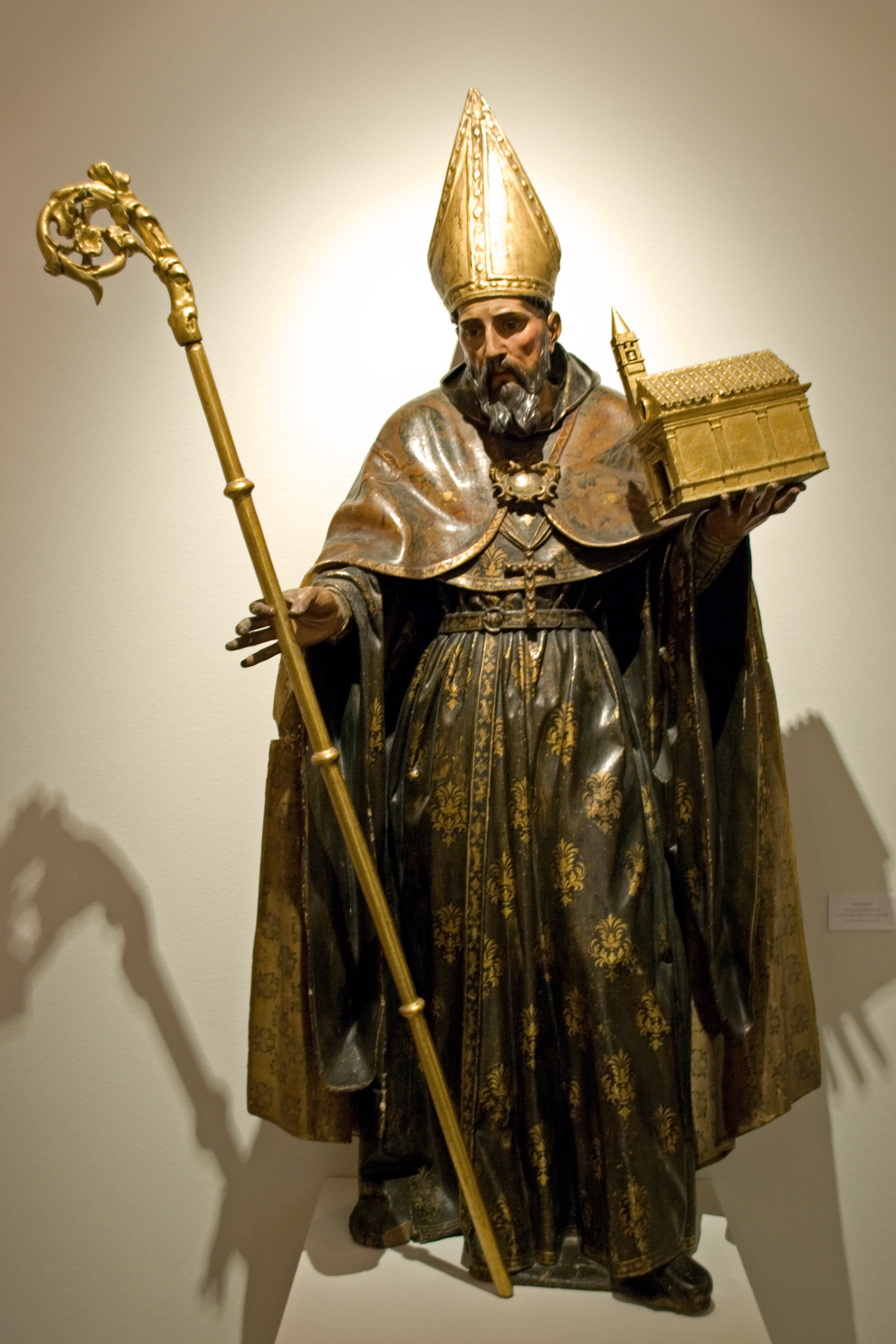
Talla per Francisco Dionisio Ribas, 1650 (Sevilla, San Leandro)

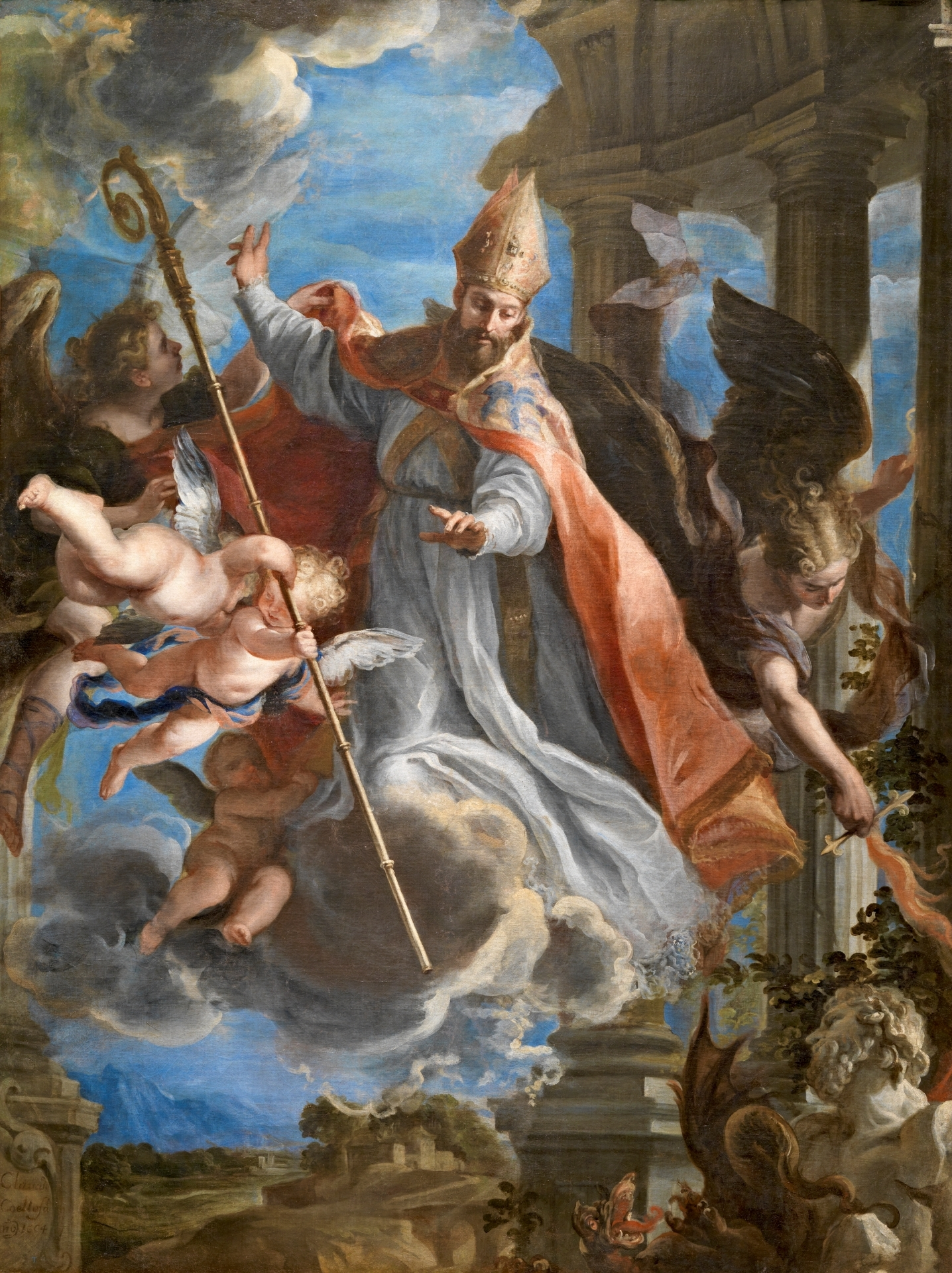
Triomf de sant Agustí, per Claudio Coello, 1668 (Madrid, Museo del Prado)

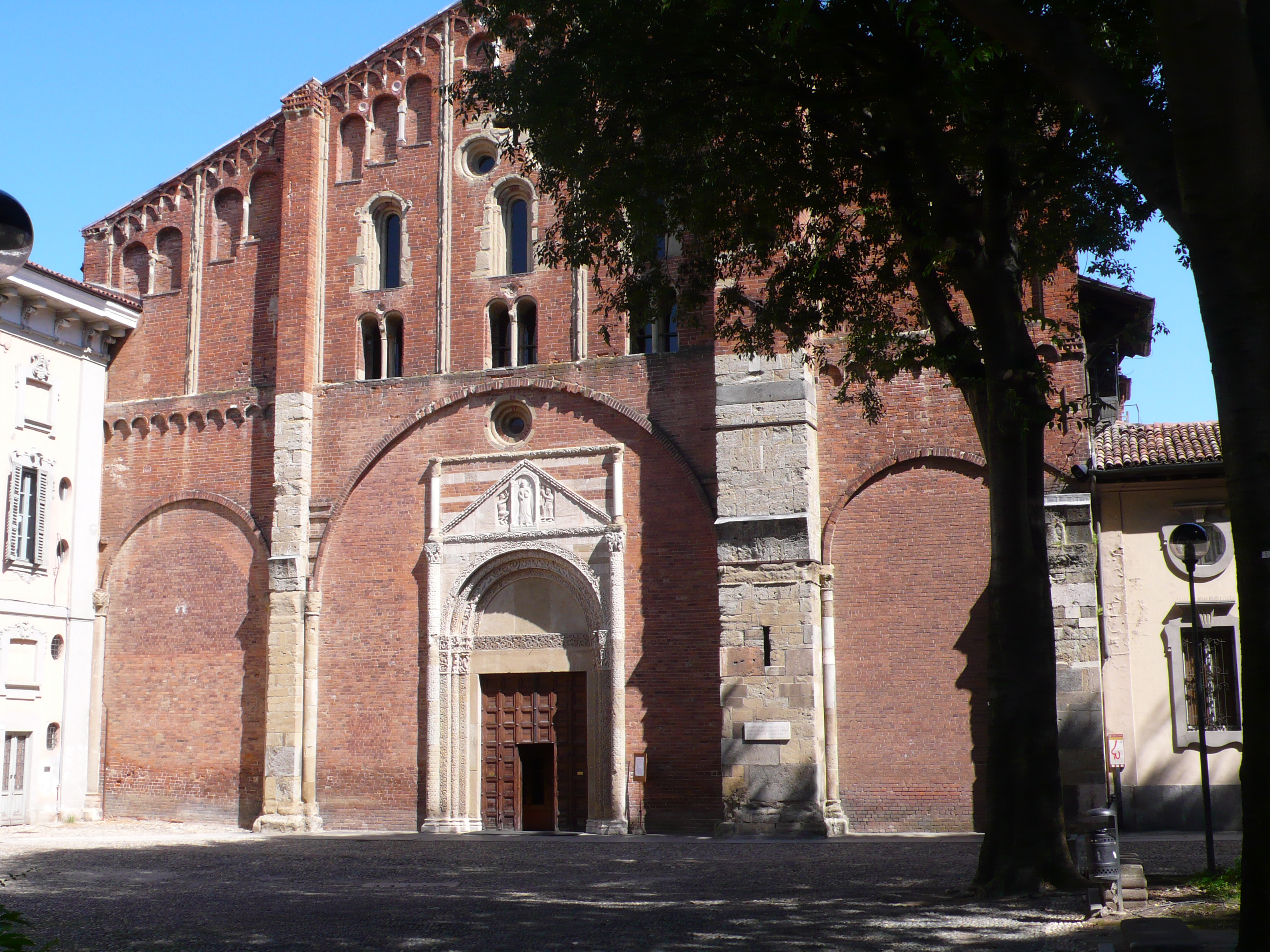
San Pietro in Ciel d'Oro, a Pavia, lloc d'enterrament del sant

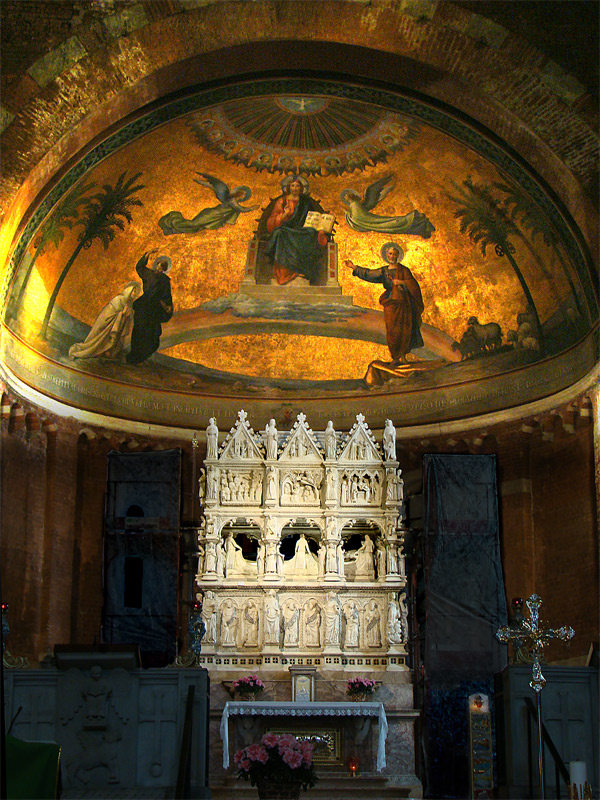
Absis de S. Pietro in Ciel d'Oro, amb el sepulcre del sant

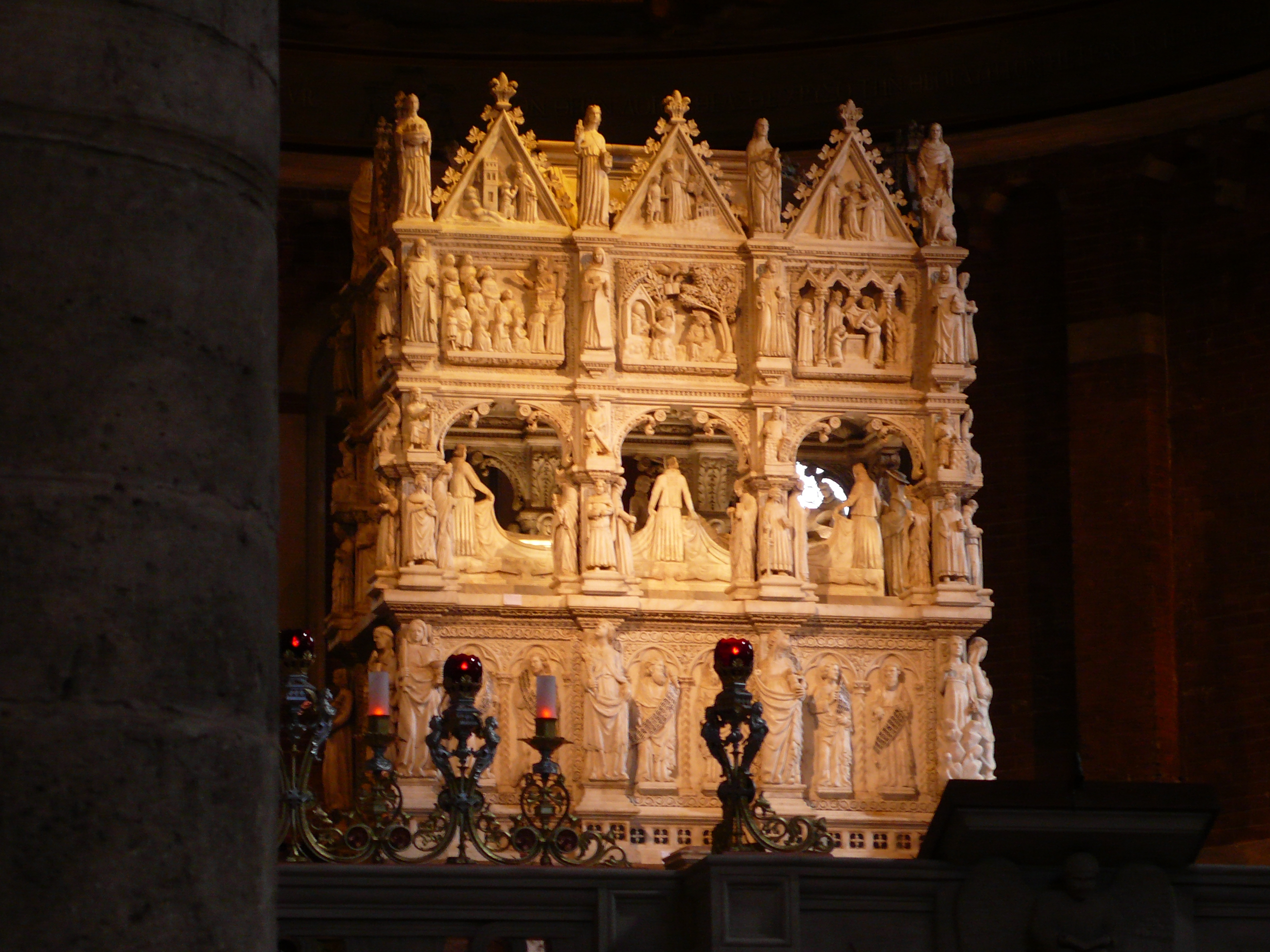
Sepulcre del sant, a S. Pietro in Ciel d'Oro

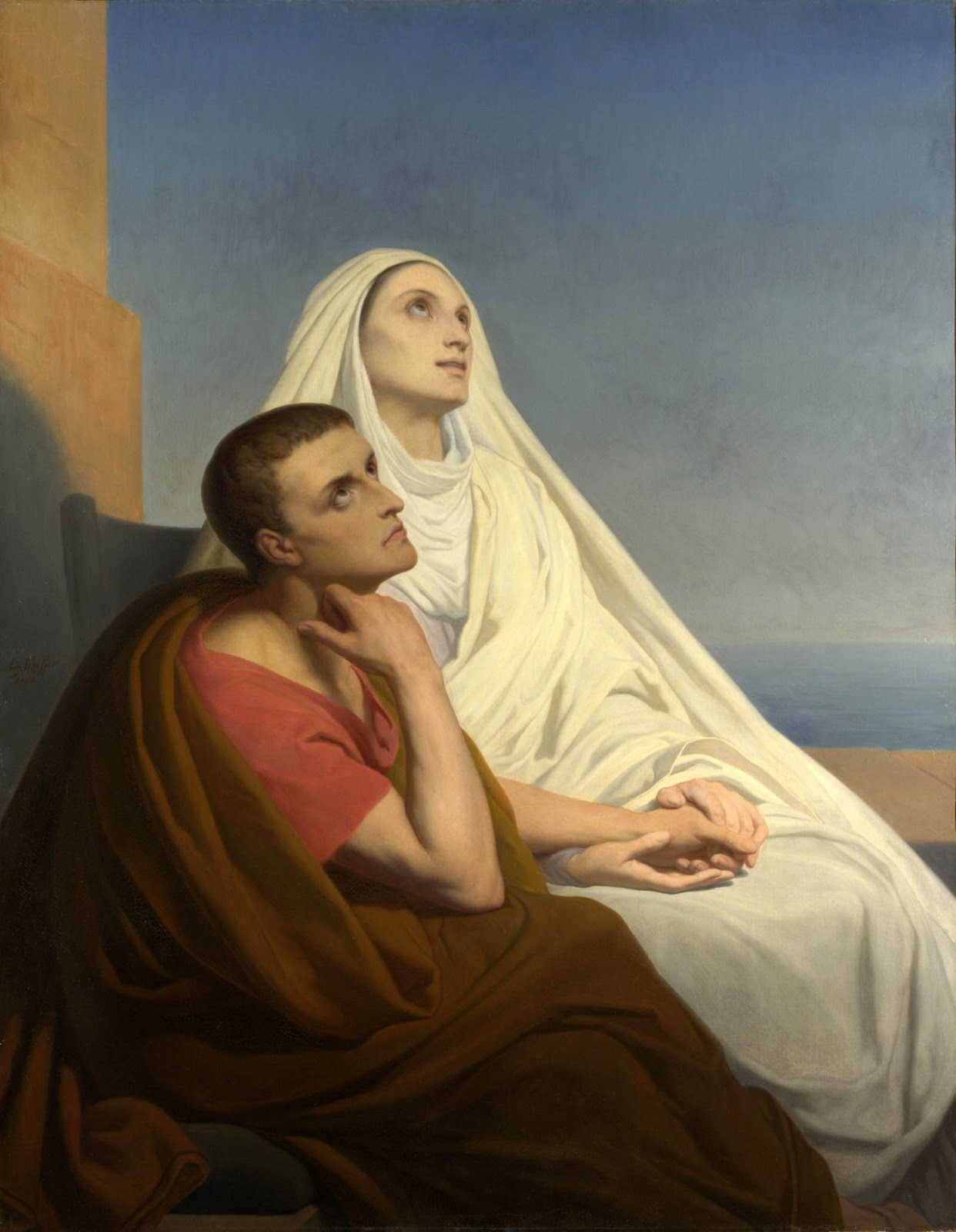
Sant Agustí i santa Mònica, la seva mare, pintats per Ary Scheffer

Agustí va ser un dels autors llatins més prolífics en termes d'obres supervivents, i la llista de les seves obres es compon de més de cent títols separats. Inclouen obres apologètiques contra les heretgies dels arians, els donatistes, els maniqueistes i els pelagianistes, textos sobre doctrina cristiana, particularment De doctrina Christiana (Sobre la doctrina cristiana), obres exegètiques com ara comentaris sobre el Llibre del Gènesi, els Salms i l'Epístola als romans de Pau, molts sermons i cartes, i les Retractationes, una revisió de les seves primeres obres que escrigué vers la fi de la seva vida. A més, Agustí és especialment conegut per les seves Confessions, que són un relat personal del principi de la seva vida, i per La ciutat de Déu, consistent en 22 llibres, que va escriure per restaurar la confiança dels seus companys cristians, que va quedar colpejada pel saqueig de Roma per part dels visigots l'any 410. La seva obra De trinitate (Sobre la Trinitat), en què va desenvolupar el que actualment es coneix com a "analogia psicològica" de la Trinitat, es troba entre les seves obres mestres, i es pot dir que és una de les obres teològiques més importants de tots els temps. També va escriure Sobre el lliure albir de la voluntat, responent per què Déu dona als humans un lliure albir que pot conduir a males accions.

## Pensament

### Epistemologia
Per a sant Agustí, l'acceptació de l'error i de l'engany ratifica l'existència de l'ànima humana, i ho expressa mitjançant l'argument "Si fallor, sum", un possible precedent de l'argument de Descartes. L'argument no tan sols resulta epistemològic, sinó també teològic i moral. L'existència de l'ànima és l'argument de partida per a rebutjar la posició escèptica més radical, segons la qual res no se sap. Malgrat l'engany i l'aparença, sempre li quedarà a l'individu una veritat indubtable, que és la de la seva pròpia existència. A partir d'aquesta veritat indubtable, Agustí voldrà demostrar la resta dels seus arguments.
En parlar de la seva teoria de la veritat, Agustí d'Hipona distingeix entre les veritats transcendents i les veritats humanes. La veritat transcendent és eterna, absoluta, universal i necessària, i causa de la veritat humana. Com a tal, cal identificar-la amb Déu. Està per sobre de la nostra veritat més alta, i també dins del nostre ésser (és el que es coneix com a intimisme de sant Agustí). A mesura que deixem entrar la llum divina en el nostre interior, se'ns mostra la veritat.
Aquesta teoria de l'il·luminisme té dues fases: la que es coneix pròpiament com a agustinisme, i la que comparteix amb la teoria de l'intel·lecte agent i intel·lecte pacient d'Aristòtil. La seva visió de la il·luminació divina com a font de veritat per al coneixement influiria notablement en el corrent franciscà dels segles xiii-xiv.
En tot cas, per a Agustí, la veritat no pot derivar ni de les sensacions, car pertany a l'àmbit diví, a l'ànima immanent a nosaltres; ni al món sensible, ja que no pot derivar d'una sensació contingent. L'única manera d'arribar-hi és apartant-se de l'exterior, cercant una fuga del món sensible, i responent a la crida interior, que no planteja en un sentit místic, sinó simplement com a impuls, ganes d'atansar-se a la veritat.
L'individu ha de concentrar-se en la seva consciència i apartar-se del món material, que el porta al dubte. El coneixement veritable no pot quedar enterbolit amb el coneixement sensible, que és tan sols opinió (doxa). S'ha d'eliminar, doncs, tot intent d'epistemologia basada en el món sensible, i no buscar la certesa del coneixement amb els sentits. En conseqüència, Agustí fa una crítica a determinats aspectes de la sensibilitat humana i menysté activitats socials com els balls.
Aquesta necessitat d'una veritat externa al món ha estat analitzada pels filòsofs de la història a conseqüència de la inseguretat en què va viure sant Agustí: davant el món que trontollava (invasions bàrbares), i de la inseguretat humana, el cristianisme ha d'oferir un missatge de salvació, una garantia de seguretat més enllà dels propis sentits.

### Ontologia
En Agustí, l'ontologia queda ratificada per l'existència de Déu. Parteix de dos fets: l'existència d'una realitat increada, que és Déu, i que existeix per si mateix, i l'existència d'una realitat creada, el món, per participació.
De la naturalesa de Déu, se'n poden definir els següents caràcters: transcendència, providència i presciència, bé, amor, felicitat i infal·libilitat. Déu és la ment eterna, que conté tot el que és racional, i per tant, també la idea de tot el que és real. Déu és també la llum universal, comuna a totes les intel·ligències.
D'altra banda, Déu és també Trinitat. És alhora Pare, que ha donat l'ésser a les coses, Fill, que els atorga la saviesa, la racionalitat, i Esperit Sant, que els proporciona l'amor. A més, Agustí identifica els tres caràcters de la trinitat amb el qual ell considera les tres facultats de l'ànima humana: al Pare creador, Déu, li correspon la facultat de la memòria, ja que és l'aprehensió d'un objecte que ja no canvia, al Fill li correspon la facultat del judici, que és necessària per aconseguir la saviesa, i a l'Esperit Sant li pertoca la facultat de l'amor.

### Fe i raó
Déu i la veritat estan identificats: la veritat és Déu, i Déu és la veritat. Per arribar a aquesta veritat transcendent, no s'hi pot arribar pel coneixement racional, sinó per la fe, ja que no hi ha coneixement de la fe, sinó acceptació i interiorització. La fe en Agustí és vitalitat suprema, voluntat, vida, força. Trasllada aquesta concepció al signe lingüístic: el considera una realitat material que evoca en l'enteniment una altra realitat, i té dues parts: so i significat, que s'adquireix amb la vis o força; igual que la fe és força de vida, a la paraula el significat dona força i sentit a tot el signe.
Considera la raó una eina insuficient per a arribar a la saviesa; gràcies a la raó, assolim algunes veritats, però si volem arribar a una vida feliç, sàvia, ens cal la fe. Tanmateix, la raó és de gran importància, ja que prepara per a la fe (així com la fe també prepara per a la raó): cal entendre els motius pels quals es creu. A més, és tasca de la raó controlar les limitacions de la fe.
Els aspectes anteriors queden recollits en la fórmula entendre per creure, i creure per entendre. El que dona un autèntic sentit a la fórmula, això no obstant, és el que es repeteix en la Bíblia: "Si no creieu, no entendreu". La verdadera intel·ligència de la fe ve donada per la fe en si mateix: crede ut intelligas; la fe ajuda a comprendre allò en què es creu, però és la raó la que, en definitiva, troba allò que busca la fe.

### Antropologia
L'individu és una ànima que se serveix d'un cos. És un ésser incomplet, necessita contínuament l'ajuda de Déu. Una forma d'arribar-hi és mitjançant una característica pròpia de l'ànima, el que es coneix com a intimitat agustiniana. Es tracta d'un exercici d'introspecció, mitjançat la il·luminació divina, que permet entendre la transcendència de Déu. Aquesta il·luminació permet portar llum a l'interior de l'individu, el seu esperit, la seva intimitat.
En el seu discurs, intenta cristianitzar certs elements platònics: el fet que l'individu sigui posseïdor de perfeccions, però no de la perfecció absoluta, ja que és un ésser incomplet, o també la marcada superioritat de l'ànima enfront del cos. El més rellevant és la seva separació en humà interior i humà exterior (cfr. amb el mite del carro alat de Plató). No es tracta d'una separació entre cos i ànima, sinó que defineix l'humà interior com el guia, tant a nivell espiritual com en les actuacions materials. Per contra, una persona que es deixa regir pel seu humà exterior es comporta impròpiament a la seva naturalesa, dedicant-se tan sols als plaers sensuals.
La distinció entre humà interior i humà exterior resulta cabdal per al desenvolupament posterior del cristianisme: en la seva obra Les confessions, Agustí d'Hipona relata precisament una autocrítica de la seva vida, del seu humà exterior, des de l'humà interior que ha aconseguit trobar. En la confessió cristiana, aquest fet és precisament el que ocorre: l'humà interior de qui es vol confessar es mostra per fer confessar a l'humà exterior, i avergonyir-lo dels seus actes o dels seus pensaments impropis.
En l'ànima de l'individu hi ha tant ésser, com a memòria que l'esperit té d'ell mateix, saber, com a resultat de la intel·ligència, i amor, fruit de la voluntat. Així, en l'ànima es reflecteix la Santíssima Trinitat.

### Moral
Tot i que no va fer un tractat sistemàtic de moral, va ser un tema cabdal en la seva filosofia. Va introduir elements teològics en les seves reflexions.
- Teoria del mal. El mal era un problema que preocupava especialment sant Agustí. En el seu pas pel maniqueisme, havia trobat la solució del mal com a principi metafísic, originari i intrínsec a la natura de l'univers. Més endavant, seguint el neoplatonisme, havia considerat el mal pròpiament com a no-ésser, com a quelcom negatiu, com a privació del bé, que ens impedeix acomplir amb el qual hem de ser. Segueix doncs Orígenes, i considera que el mal no pot haver estat creat per Déu, ja que Déu no pot haver creat quelcom negatiu, en ser ell mateix perfecció i bondat pura. D'altra banda, tampoc no es pot trobar en la matèria, ja que forma part de la creació, que és producte de la voluntat de Déu. Sant Agustí defineix aleshores el mal moral com a producte de l'ésser humà i del seu comportament injust envers els seus semblants. Té el seu origen en la lliure voluntat de l'individu, amb què Déu l'ha dotat. Per això, Déu no és responsable del mal ús de la llibertat[14] i prové dels primers humans que van pecar a l'Edèn.

- Teoria de l'amor. L'individu deu l'amor a Déu. Aquest és tan important, que és possible viure seguint la màxima estima i fes el que vulguis, ja que l'amor és contrari al mal ús de la llibertat. Per amor (caritas), l'individu mai es desencadenarà del que és, ja que tan sols pot mostrar amor si és. L'amor és, doncs, arrel i fonament del bé. L'amor que descriu és diferent de la cupiditas, el desig, que vol fer sortir l'individu del que li correspon, de l'autenticitat de la seva naturalesa.
- Teoria de la felicitat. L'individu vol ser feliç, i la veritable felicitat és estimar. Allò que l'individu estima és el bé absolut.

### La creació del món i del temps
Per a sant Agustí, Déu ha creat el món ex nihilo, del no-res. La matèria és una secció de Déu resultat d'una decisió lliure, un acte voluntari de l'amor diví; no es tracta, doncs, del resultat d'un sistema emanatista. A diferència de Filó d'Alexandria, la matèria no és eterna, sinó que neix i canvia amb el temps, a diferència de l'eternitat de Déu, que n'és aliena.
La creació és l'acte inicial amb què Déu dona origen al món, i la força que en sosté la producció. La creació és una i total: Déu crea les coses de manera que en aquestes ja hi ha l'expressió de tot allò creat. Els éssers futurs també han estat creats en la matèria, en forma de rationes seminales, en forma de llavors, que arribaran a la seva maduresa en el transcurs del temps, d'acord amb allò disposat per la providència divina.
Sant Agustí manté un punt de vista considerat avui en dia teista: Déu és causa eficient del món, alhora creant i conservant. Crea el món en un acte instantani, però alhora hi intervé de manera contínua i el conserva. Deixa llibertat a l'individu, però mai el deixa sol.

### La concepció de la història
La filosofia de la història d'Agustí descriu un procés que afecta tot el gènere humà. Es tracta d'una història universal constituïda per una sèrie d'esdeveniments successius que avancen cap a un fi mitjançant la providència divina.

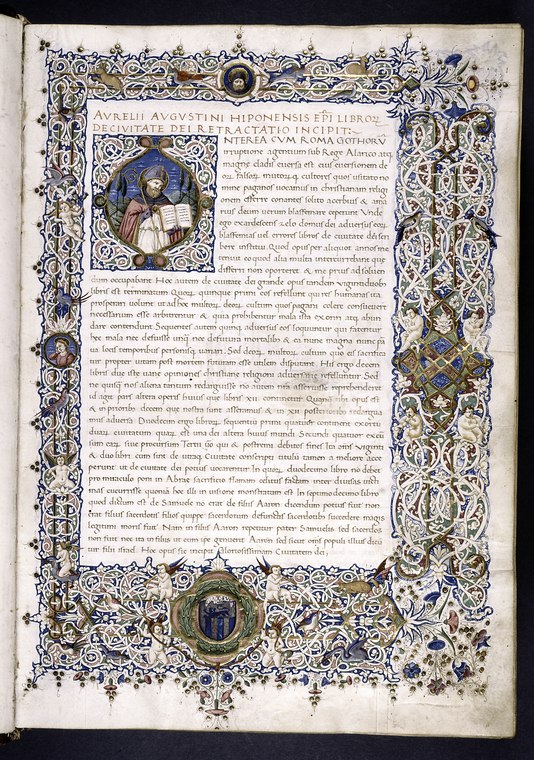
Manuscrit de la seva obra La ciutat de Déu

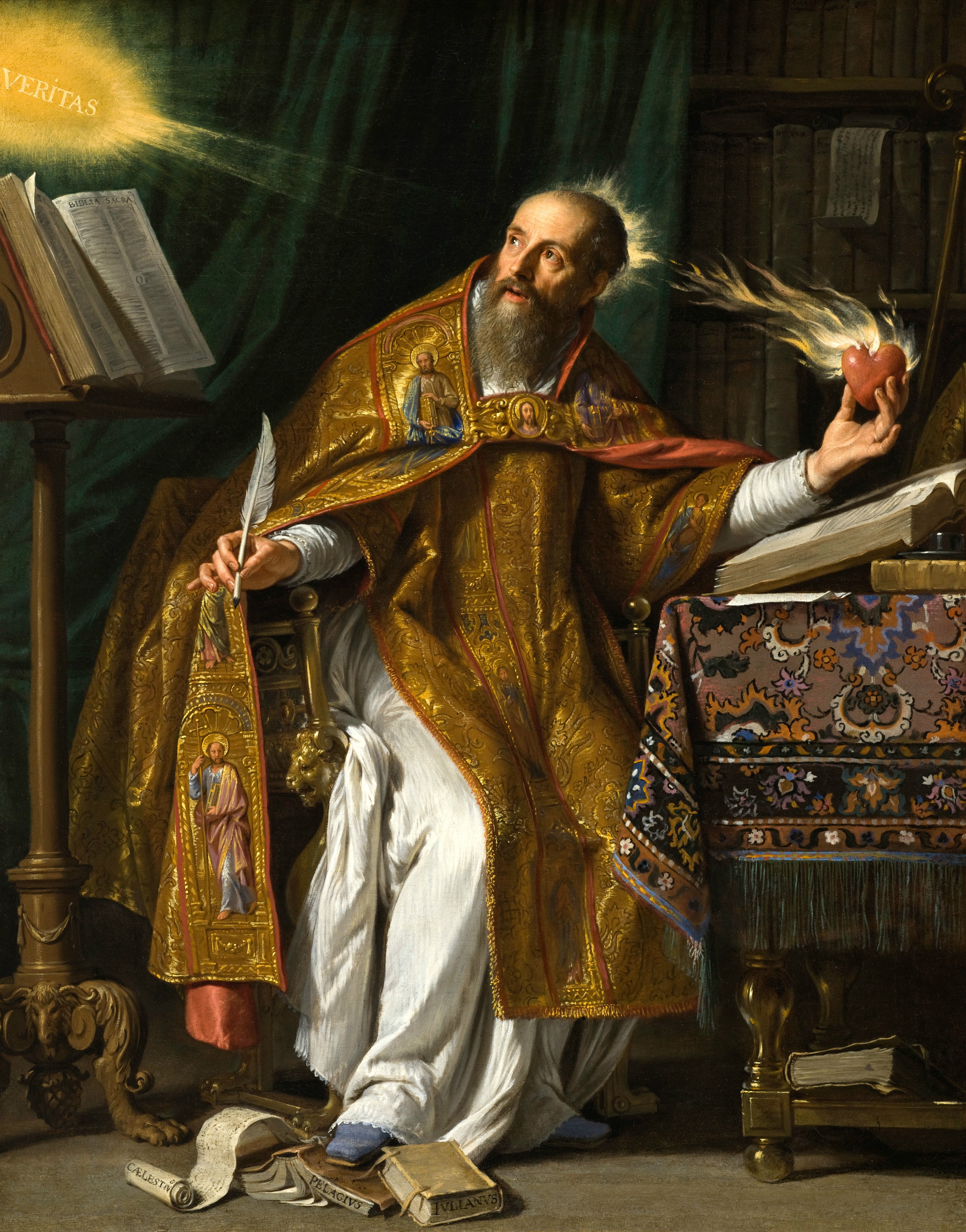
Quadre de Philippe de Champaigne, 1645-50 (Los Angeles County Museum)

Agustí estableix analogies entre les edats de la humanitat i les edats de l'individu, simbolitzades per les grans figures de la Bíblia: a la infantesa li correspon Adam, a la puerícia, Isaac, a l'adolescència, David, a la maduresa, Zerubabbel, i a la senectut, Crist.
Així mateix, descriu els diferents moments de la història: en primer lloc, la creació, seguida per la caiguda provocada pel pecat original, en què el dimoni introdueix la degradació en el món: Déu ofereix el paradís, però l'individu escull fer un mal ús de la seva llibertat, desobeint-lo. El segueix l'anunci de la revelació, i l'encarnació del fill de Déu. L'última etapa s'assoleix per la redempció de l'individu per l'Església, que és la sisena de les edats de l'ésser humà.
A difèrencia de la concepció cíclica del temps i de la història característica de la filosofia grega, Agustí basa la seva representació de la història en una concepció literal, progressiva i finalista del temps. La història ha tingut un inici i tindrà una fi. La humanitat ha començat una nova etapa, en què el Messies ha vingut, i ha donat l'esperança de la resurrecció: amb Crist, acaba l'humà antic, i s'inicia la renovació espiritual en l'humà nou. La consumació de la història seria arribar a la fi sense fi: la vida eterna, en què regnarà la pau, i no hi haurà ja més lluita. Ningú no manarà sobre ningú, i s'acabaran les lluites internes.
Sant Agustí intenta demostrar que s'ha de conciliar la llibertat humana amb la intervenció de Déu, que no coacciona l'individu, sinó que l'ajuda. L'acció de l'individu s'exerceix amb llibertat, emmarcant la moral individual en una moral comunitària. El procés històric de l'ésser humà es pot explicar mitjançant la lluita dialèctica, el conflicte, entre les dues ciutats del món, que arribaran al final a l'harmonia.
- La ciutat de Déu. Tots els que segueixen Déu, units per l'amor diví, que constitueixen una Església invisible i són peregrins a la Terra cap a un fi transcendent i una recompensa eterna. Necessita els béns de la ciutat terrena per poder fer la seva via en el món.
- La ciutat terrenal, formada pels que han posat el seu amor en el món, en si mateixos, els que s'identifiquen amb les virtuts cíniques i s'obliden de Déu condemnant-se a la mort eterna. Lentament, s'anirà atansant cap a la ciutat de Déu. En la ciutat terrenal, cal que regnin temps durs, per tal que la gent no estimi la realitat terrenal, i en desitgi la divina: només quan hi ha desgràcies, l'individu veu la condició efímera de la seva realitat mundana. Tan sols quan hi hagi pau, tranquil·litat en l'ordre, serà quan s'assoleixi el descans etern, la comunió amb la ciutat de Déu.

## Influència
Es considera que Agustí actua de pont entre l'edat antiga i la medieval en filosofia. En el debat fe-raó que va ocupar els segles posteriors, va marcar el camí d'unir filosofia i teologia, anticipant l'obra de molts pensadors de la filosofia medieval, fins i tot d'aquells que en defensaven la separació, com Tomàs d'Aquino.
La seva concepció del temps i de Déu com un ésser atemporal precedeix la filosofia de Kant, afirmant que el temps objectiu i el subjectiu no coincideixen. El subjectiu es lliga a la memòria i a l'experiència del subjecte, extrem recollit per la fenomenologia. En la literatura, va influir en Petrarca i en tot el Renaixement amb les seves confessions amoroses.

## Iconografia
La representació més freqüent és amb indumentària i atributs de bisbe (mitra, capa pluvial bàcul), recordant que fou bisbe d'Hipona. Menys sovint porta l'hàbit negre de l'Orde de Sant Agustí. És possible trobar, també, una combinació d'ambdósː l'hàbit a sota i la capa a sobre.
Són diversos els atributs que ajuden a identificar-lo. Són freqüents la ploma o el llibre, fent referència a la seva condició de savi, com també la maqueta d'una església, que fa referència a la seva condició de fundador. Un altre atribut és un cor en flames, que expressa l'amor d'Agustí a Déu.
A vegades se'l veu amb uns llibres escampats als seus peus, que simbolitzen les heretgies que va combatre.
Obresː
- Retaule d'alabastre dedicat a Sant Agustí (Monestir de Sant Joan de les Abadesses). S. XIV
- Retaule de Sant Agustí, del gremi de blanquers de Barcelona (MNAC) S. XV
- Relleu a un dels púlpits de la catedral de Tortosa
- La Mare de Déu amb sant Agustí, sant Pere i un donant, de Robert Campin. Cap a 1440 (Museu Granet, Ais de Provença)
- Sant Ambròs i Sant Agustí, de Pedro Berruguete (Museu del Prado). Cap a 1490-1500
- Sant Agustí, de Piero della Francesca, c. 1465 (Lisboa, Museu Nacional d'Art Antic)
- Relleu de fusta policromada. Segona meitat del segle XV. (Lisboa. Museu Nacional d'Art Antic)
- Imatge reliquier d'argent, obra de Felip Sàbat, 1693 (Catedral de Tortosa)
- Sant Agustí en èxtasi, relleu en una porta de la catedral de Solsona, 1780

## Galeria d'imatges

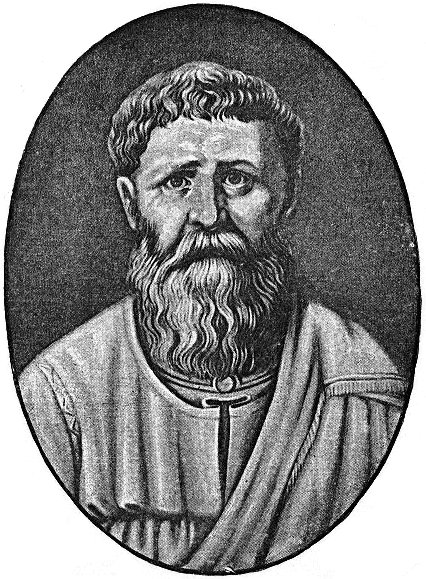
Sant Agustí d'Hipona
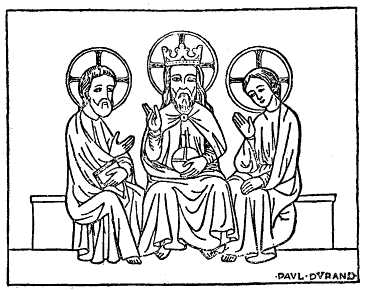
La Santíssima Trinitat, en una miniatura francesa del segle xiv
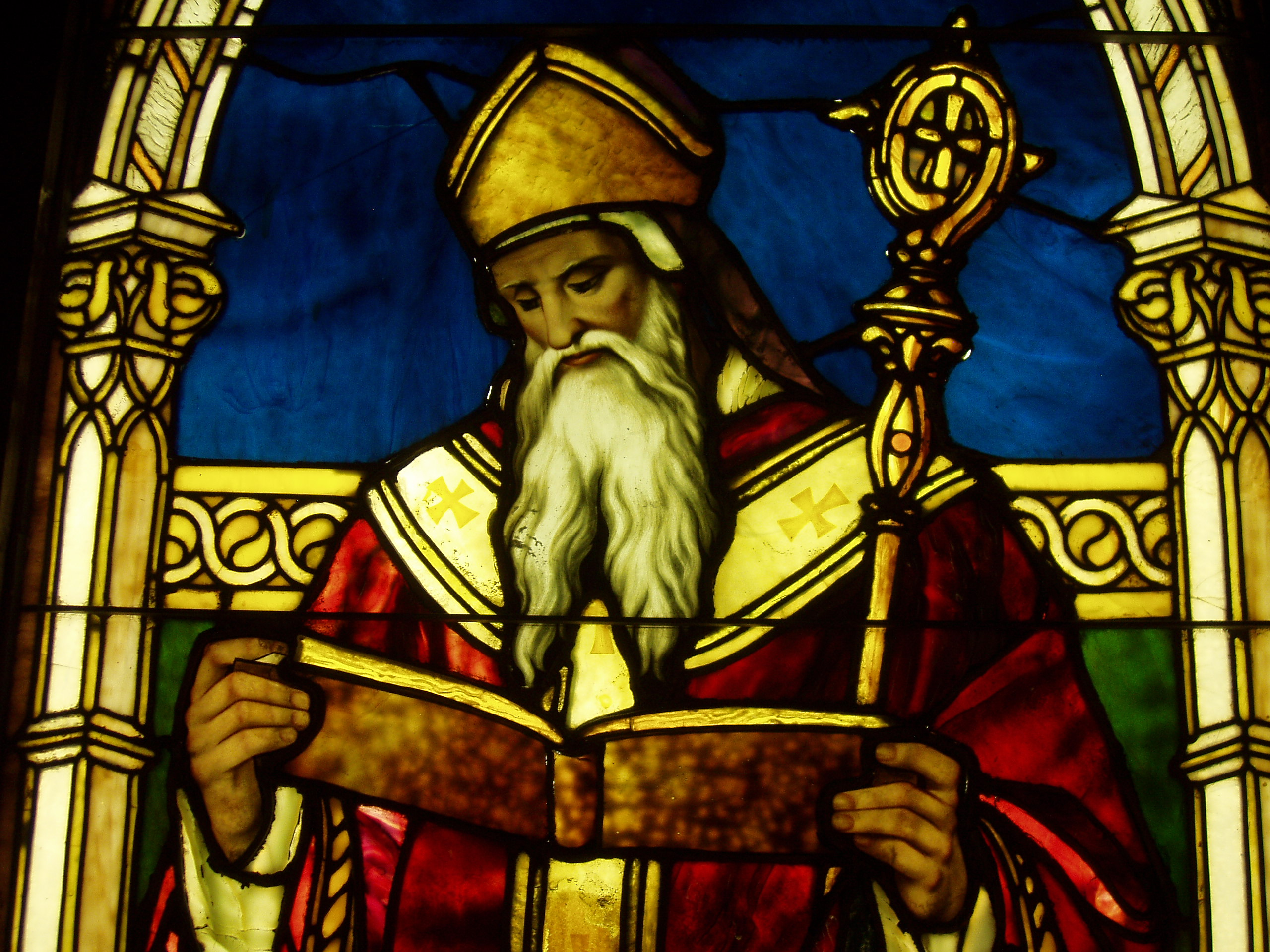
Detall de sant Agustí en una vidriera feta per Louis Comfort Tiffany situada al Lightner Museum de St. Augustine, Florida
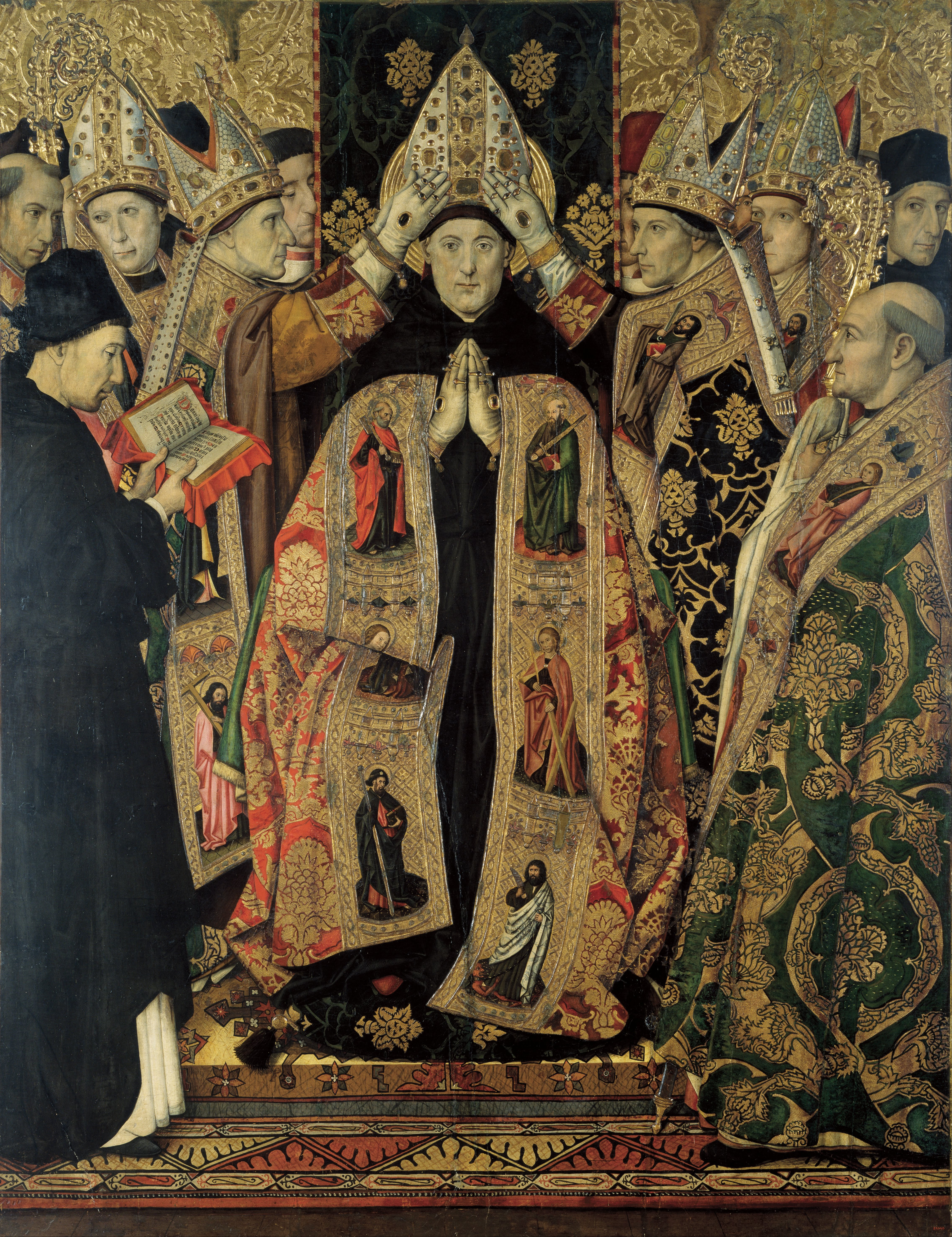
Consagració de Sant Agustí, taula central del retaule del gremi de Blanquers (MNAC)